# Contea autonoma manciù di Benxi
La contea autonoma manciù di Benxi (本溪满族自治县S, Běnxī Mǎnzú ZìzhìxiànP) è una contea della Cina, situata nella provincia di Liaoning e amministrata dalla prefettura di Benxi.